# 张剡
张剡（1962年7月15日—），男，汉族，四川德阳人。中华人民共和国政治人物，第十二届全国人民代表大会四川地区代表。中共中央党校中央党校经济管理专业,电子科技大学高级管理人员工商管理专业毕业，中央党校研究生学历，高级管理人员工商管理硕士学位。

## 生平
1981年7月参加工作。1987年7月加入中国共产党。2005年1月任中共遂宁市委副书记、纪委书记。
2006年12月任中共攀枝花市委副书记，2011年4月任攀枝花市人民政府代市长，同年7月当选市长。2013年，当选全国人大代表。2015年6月，任中共攀枝花市委书记。2017年1月4日10时50分许，攀枝花市会展中心召开会议期间，市国土资源局局长陈忠恕持枪闯进会场，对正在开会市委、市政府主要负责人进行连续射击后逃窜，后被发现在会展中心一楼自杀身亡。张剡与副书记兼市长李建勤皆被击伤，但经送医抢救检查后无生命危险，得以康复。
2017年5月，任四川省纪委副书记。2018年2月，兼任四川省监察委员会副主任。2019年3月，任四川省人民政府秘书长。2021年2月，升任成都市政协主席。